# Csécsi Ferenc
Csécsi Ferenc (Komárom, 1711 – ?, 1762) győri akadémiai tanár.

## Élete
Nemesi származású és magyar nyelvű volt. A Budai Jezsuita Akadémiára, bölcsészetre iratkozott be 1728-ban, majd 1739-ben a Győri Jezsuita Akadémián volt oktató, s 1750-ben az intézmény igazgatója. 1751-1753 között az egri jezsuita gimnázium igazgatója volt.

## Művei
- 1747 Assertiones proemiales logicae, quas… publice propugnavit… Ignatius Nagy [Ignác] de Mesterháza… praeside. Jaurini
- 1747/1748 Tractatus logicus ad mentem Aristotelis quodlicet explicatus. Jaurini
- 1748 Assertiones ex universa philosophia, quae… in …Collegio Jaurinensi… publice propugnandas suscepit Stephanus Holecz [István]… praeside. Jaurini
- 1748 Tractatus physicus generalis a.[5]